# Libněves
Libněves je středočeská vesnice, část obce Dobšice. Nachází se na břehu Cidliny, vsí také protéká Milešovický potok. V Libněvsi je umístěna železniční stanice Dobšice nad Cidlinou na trati Velký Osek – Choceň.

## Historie
První stopy osídlení byly zdokumentovány západně od obce v podobě keltského pohřebiště s 13 kostrovými hroby.
První písemná zmínka o Libněvsi pochází z roku 1316 a je v pergamenové listině Žofie z Pětichvost, abatyše kláštera benediktinek u sv. Jiří na Pražském hradě, k jejichž panství Libněves náležela.
V letech 1835-1837 zde firma Josefa a Františka Ringhofferů zřídila cukrovar, který rozšířil a provozoval pražský cukrovarník Heinrich Eduard Herz (1785-1849). Přikoupil dvůr a další pozemky a zavedl pěstování cukrové řepy. Jeho dědicové a nástupci zrušili firmu H.E.Herz Nachfolgers roku 1916.
Od roku 1850 je vesnice součástí obce Dobšice.
V roce 2010 zde byl zkonstruován Dobšický orloj, který byl přestavěn z transformátoru.

## Galerie

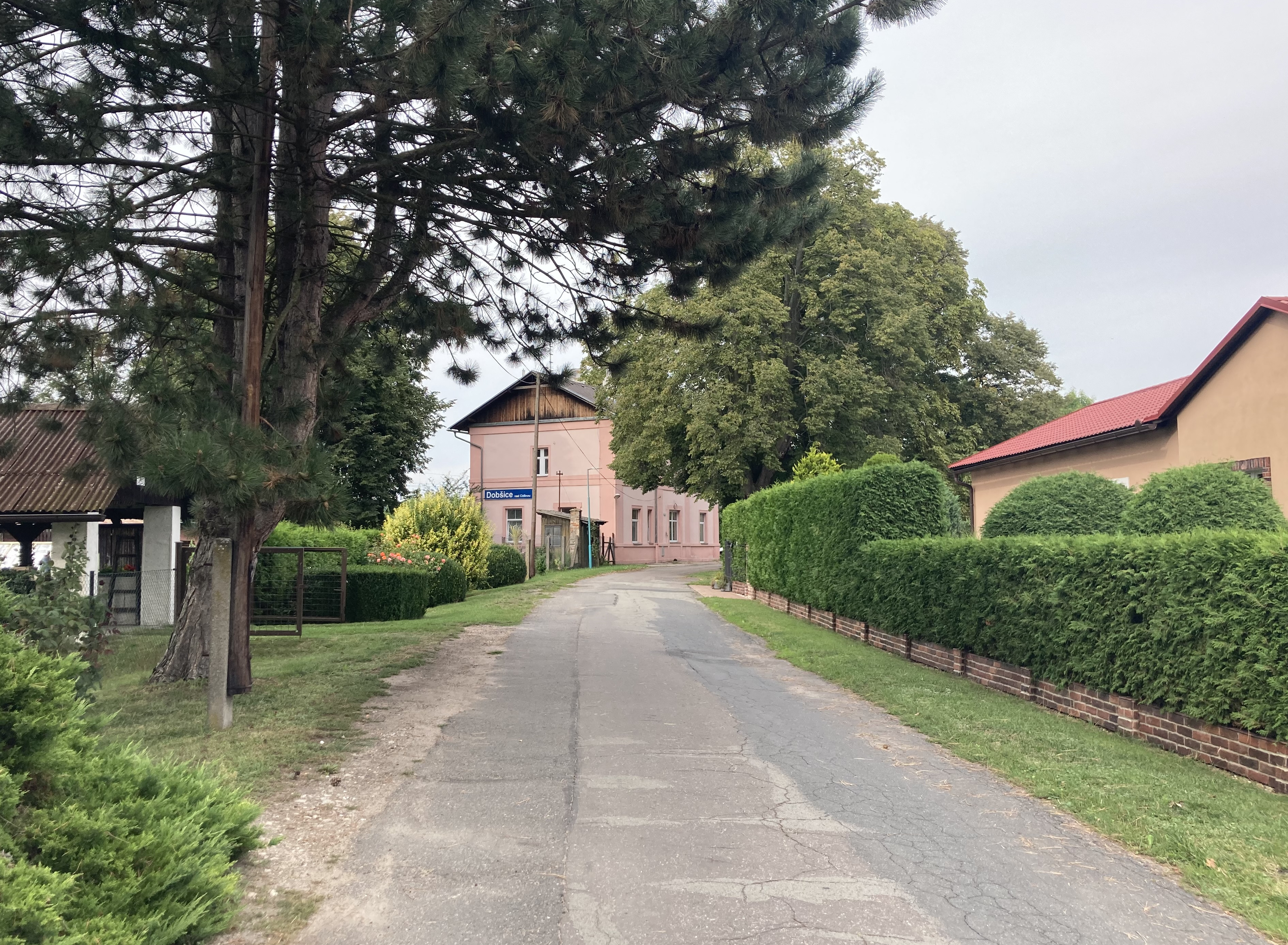
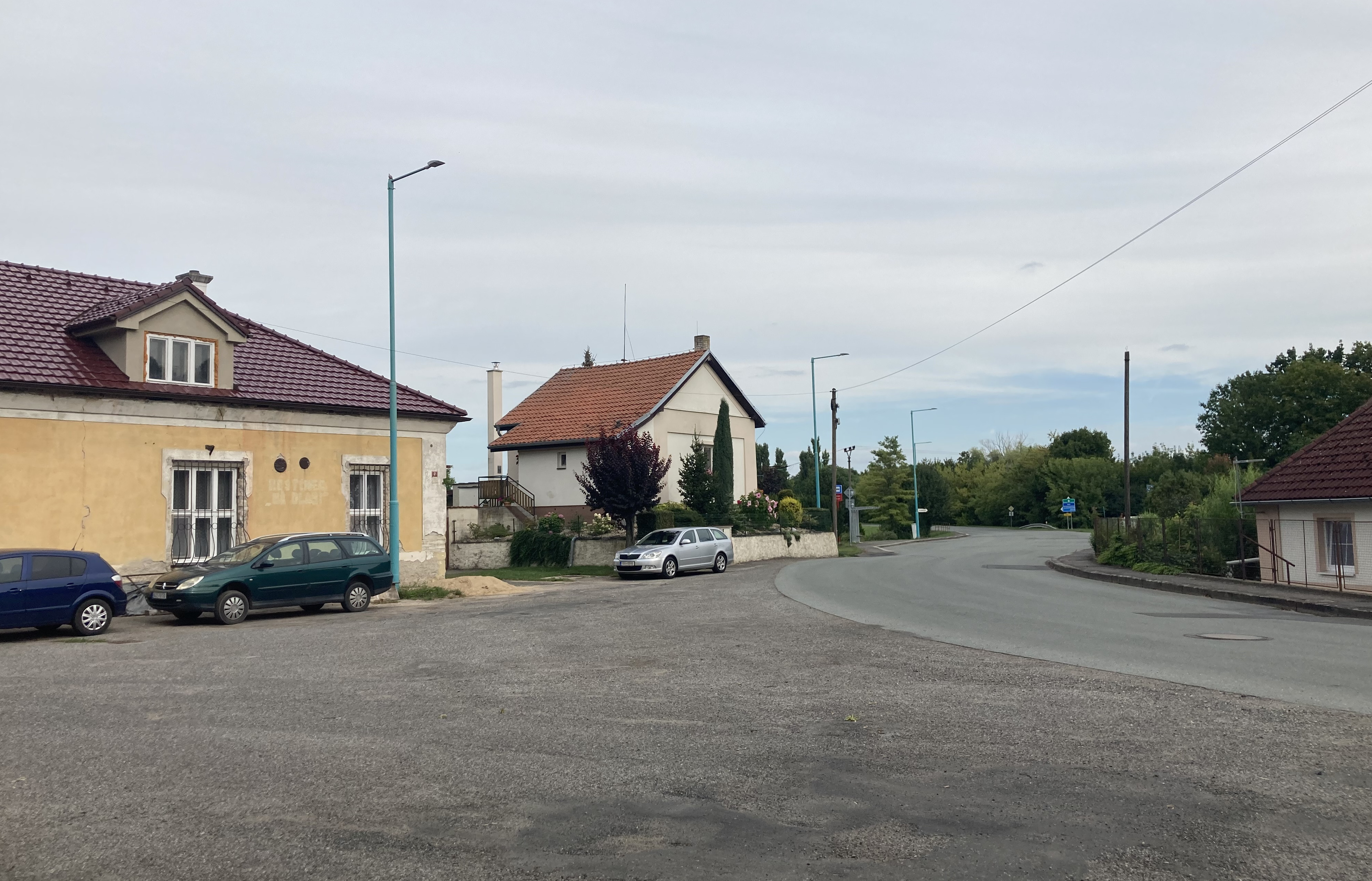
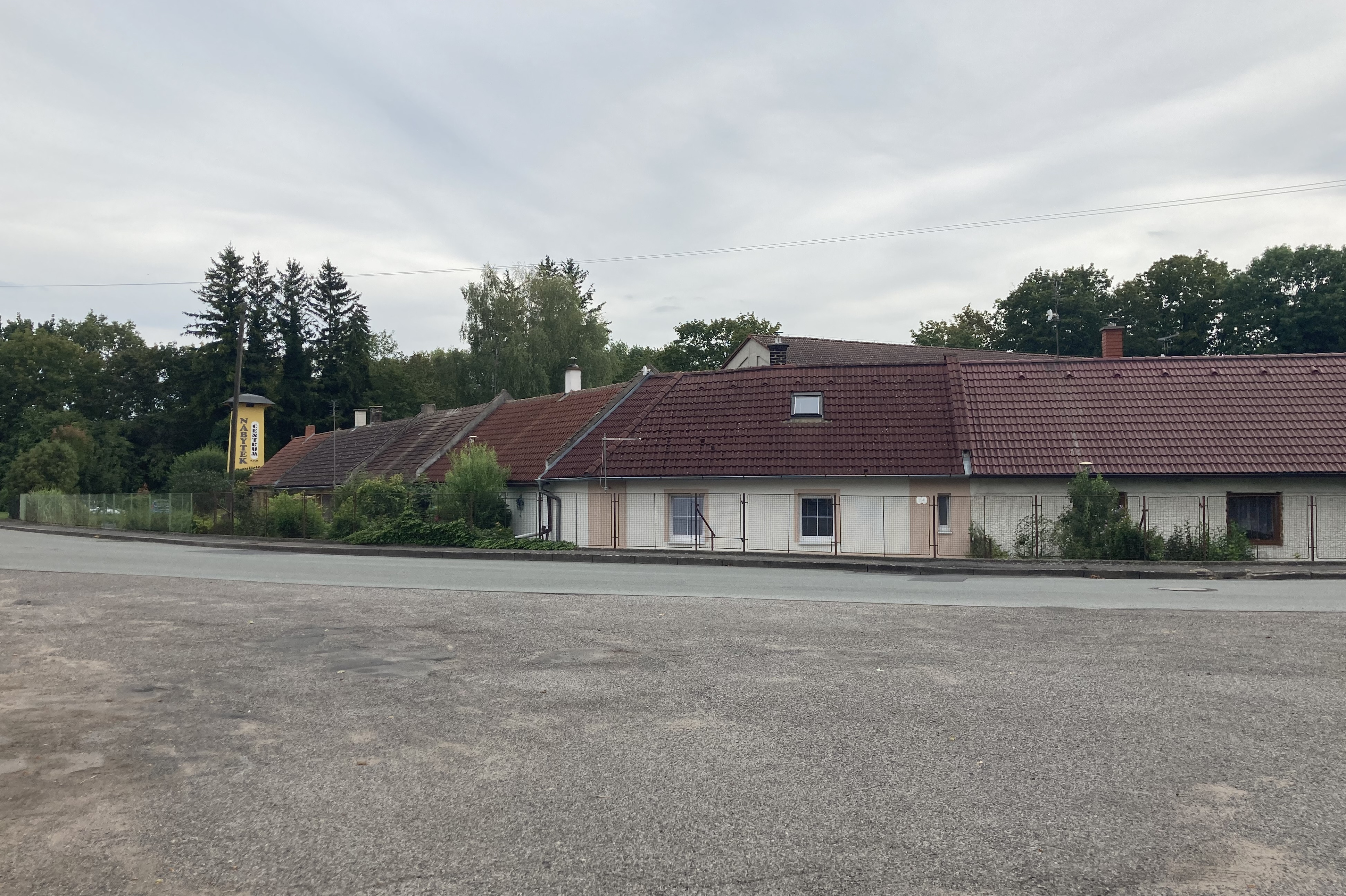
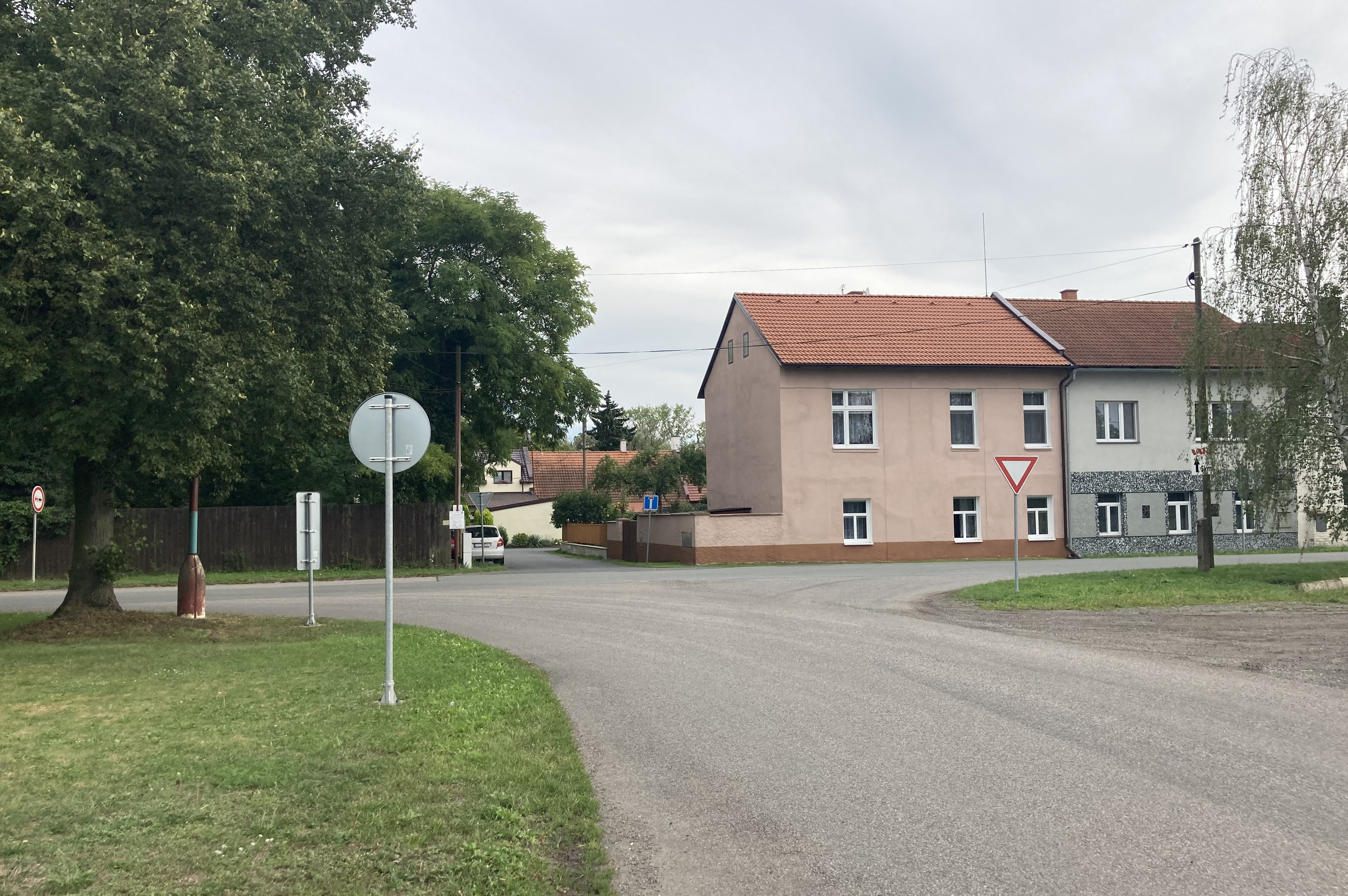

## Osobnosti
Rodáci:
- Miloslav Kolínský, chemik, spoluzakladatel Ústavu makromolekulární chemie v Praze.
- Zdeněk Pohl (1906-1986), motocyklový a automobilový závodník

Průmyslníci:
- Josef a František I. Ringhofferovi
- Heinrich Eduard Herz (1785-1849) cukrovarník